# Eliza Courtney
Eliza Courtney (Aix-en-Provence, 20 de febrero de 1792 - Norwood, 2 de mayo de 1859), hija ilegítima del político y futuro primer ministro Charles Grey y de la duquesa de Devonshire Georgiana Cavendish, mientras estaba casada con Guillermo Cavendish, duque de Devonshire. La duquesa se vio obligada por su marido a renunciar a Eliza, poco después de su nacimiento, y la niña fue educada por los padres de Charles Grey.

## Primeros años
Eliza nació en Aix-en-Provence, el 20 de febrero de 1792, hija ilegítima de Charles Grey y de la duquesa Georgiana Cavendish. Su madre se vio obligada por su marido a entregarla a sus abuelos, poco después de su nacimiento, bajo la amenaza de jamás poder volver a ver a sus otros hijos. 
Fue llevada a Falloden, Northumberland, en el norte de Inglaterra y adoptada por los padres de su padre, los Grey. A diferencia de los hijos ilegítimos del marido de su madre biológica, Guillermo Cavendish, duque de Devonshire, a Eliza no se le permitió formar parte de la Casa de Devonshire establecida en Londres. Su madre, Georgiana, no pudo reconocer a su hija como propia y como resultado a Eliza no se le informó de su verdadero parentesco con Georgiana hasta después de la muerte de la duquesa. Sin embargo, a su madre se le permitió visitarla en secreto hasta su muerte, actuando como una especie de madrina.

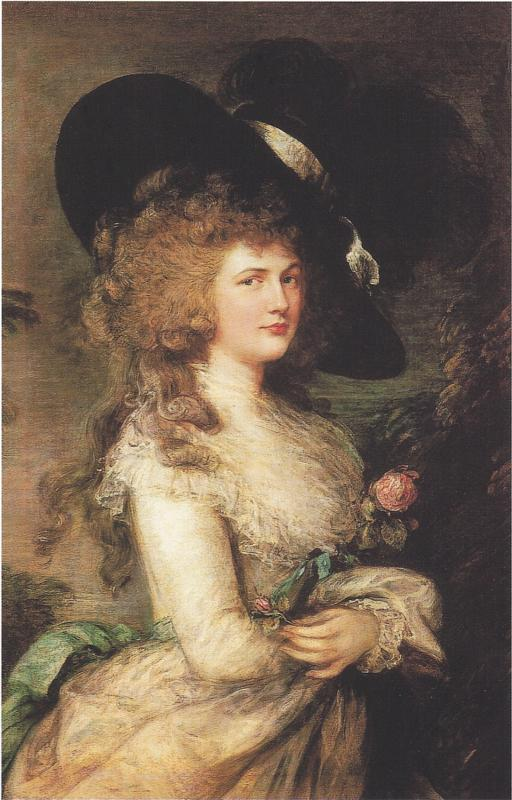
Su madre, Georgiana Cavendish.

## Matrimonio
En 1809, su "hermana" (pero su tía, en realidad) Lady Hannah Althea Grey, viuda de George Edmund Byron Bettesworth, se casó con el miembro del Parlamento y comerciante Edward Ellice (1783-1863). Cinco años más tarde, el 10 de diciembre de 1814 en Scarborough, North Yorkshire, Eliza se casó con el teniente coronel Robert Ellice (1784-1856), hermano menor de su cuñado. 

## Hijos
Eliza Courtney se casó con el General Robert Ellice y de este matrimonio nacieron cinco hijos:
- Georgiana Ellice
- Alexandra Ellice
- Robert Ellice (1816-1881)
- Eliza Ellice (1818-1891)
- Sir Charles Henry Ellice (1823-1881)